# Billie Dawe
William (Billie) Dawe  (Cochrane (Alberta), 8 juni 1924 - Edmonton, 20 mei 2013) was een Canadees ijshockeyer. 
Dawe was lid van de Canadese ploeg die tijdens de Olympische Winterspelen 1952 in Oslo de gouden medaille won. Dawe speelde mee in alle acht de wedstrijden en maakte in deze wedstrijden zes doelpunten.
Dawe mocht in 1950 met zijn ploeg Edmonton Mercurys Canada vertegenwoordigen op het wereldkampioenschap van 1950, met zijn ploeggenoten won Dawe de wereldtitel.